# Rio Ghilea
O Rio Ghilea é um rio da Romênia, afluente do Pârâul Întors, localizado no distrito de Botoşani.